# Flandern Rundt for kvinder 2016
Flandern Rundt for kvinder 2016 var det 13. løb i kvindernes Flandern Rundt, som er et cykelløb i Belgien for kvinder. Løbet blev afholdt den 3. april 2016, som det femte løb i den i 2016 etablerede World Tour sæson over et løb på 141,2 km. Løbet startede og sluttede i Oudenaarde. Britiske Lizzie Armitstead vandt løbet i en spurt mod svenske Emma Johansson.

## Hold
Tredive UCI hold deltog ved Flandern Rundt 2016.
| UCI-hold           | UCI-hold   | UCI-hold |
| Holdets navn       | Land       | Kode     |
| ------------------ | ---------- | -------- |
| Alé Cipollini      | Italien    | ALE      |
| Aromitalia-Vaiano  | Italien    | VAI      |
| Astana Women's     | Kasakhstan | ASA      |
| Bepink             | Italien    | BPK      |
| Bizkaia-Durango    | Spanien    | BDP      |
| Boels Dolmans      | Holland    | DLT      |
| BMS BIRN           | Danmark    | BMS      |
| BTC City Ljubljana | Slovenien  | BTC      |
| Canyon-SRAM Racing | Tyskland   | LPR      |
| Cervélo Bigla      | Schweiz    | CBT      |

| UCI-hold             | UCI-hold       | UCI-hold |
| Holdets navn         | Land           | Kode     |
| -------------------- | -------------- | -------- |
| Cylance              | USA            | CPC      |
| Drops Cycling Team   | Storbritannien | DRP      |
| Hitec Products       | Norge          | HPU      |
| Lares-Waowdeals      | Belgien        | LWW      |
| Lensworld-Zannata    | Belgien        | LZE      |
| Liv-Plantur          | Holland        | TLP      |
| Lointek              | Spanien        | LTK      |
| Lotto-Soudal Ladies  | Belgien        | LBL      |
| Orica-AIS            | Australien     | OGE      |
| Parkhotel Valkenburg | Holland        | PHV      |

| UCI-hold                        | UCI-hold       | UCI-hold |
| Holdets navn                    | Land           | Kode     |
| ------------------------------- | -------------- | -------- |
| Podium Ambition                 | Storbritannien | PAC      |
| Poitou-Charentes.Futuroscope.86 | Frankrig       | FUT      |
| Rabo Liv Women                  | Holland        | RBW      |
| Servetto Footon                 | Italien        | SEF      |
| Tibco-Silicon Valley Bank       | USA            | TIB      |
| Top Girls Fassa Bortolo         | Italien        | TOG      |
| Topsport Vlaanderen-Etixx       | Belgien        | VLL      |
| Twenty16-Ridebiker              | USA            | T16      |
| UnitedHealthcare Women's        | USA            | UHC      |
| Wiggle High5                    | Storbritannien | WHT      |

## Resultater
| Nr. | Rytter                       | Hold                | Tid        |
| --- | ---------------------------- | ------------------- | ---------- |
| 1   | Lizzie Armitstead (GBR)      | Boels-Dolmans       | 3t 53' 38" |
| 2   | Emma Johansson (SWE)         | Wiggle High5        | s.t.       |
| 3   | Chantal Blaak (NED)          | Boels-Dolmans       | + 4"       |
| 4   | Megan Guarnier (USA)         | Boels-Dolmans       | + 4"       |
| 5   | Elisa Longo Borghini (ITA)   | Wiggle High5        | + 4"       |
| 6   | Ellen van Dijk (NED)         | Boels-Dolmans       | + 4"       |
| 7   | Annemiek van Vleuten (NED)   | Orica-AIS           | + 4"       |
| 8   | Pauline Ferrand-Prévot (FRA) | Rabo-Liv            | + 4"       |
| 9   | Claudia Lichtenberg (GER)    | Lotto-Soudal Ladies | + 4"       |
| 10  | Katarzyna Niewiadoma (POL)   | Rabo-Liv            | + 4"       |